# Markus Trepp
Markus Trepp (* 15. November 1961; † 11. August 1994) war ein Schweizer Schachspieler.
Er arbeitete zunächst ein Jahr lang als Angestellter, wurde danach aber Schachprofi. 
1980 gewann er in Oerlikon die Schweizer Meisterschaft der Junioren. Er qualifizierte sich für die Juniorenweltmeisterschaft (U20), an der er 1981 in Mexiko-Stadt teilnahm und Platz 16 belegte. Mit der Schweizer Nationalmannschaft nahm er an den Schacholympiaden 1982 in Luzern (in der zweiten Mannschaft) und 1986 in Dubai sowie der Mannschaftsweltmeisterschaft 1985 in Luzern teil. Er gehörte auch zu dem Nationalteam, das 1987 in einer Simultanveranstaltung in Zürich gegen Garri Kasparow mit 0,5:5,5 verlor, er verlor seine Partie.
Die FIDE verlieh Trepp auf dem FIDE-Kongress 1985 den Titel Internationaler Meister. Seine beste Elo-Zahl betrug 2410. Diese erreichte er im Juli 1985.
Trepp spielte bei der Mannschaftsmeisterschaft der Schweiz seit 1979 in der Nationalliga A, zunächst für den SK Nimzowitsch Zürich, ab 1985 für die Basler Schachgesellschaft. 1989 wechselte er nach Biel, kehrte aber nach einem Jahr wieder zur Basler Schachgesellschaft zurück, wo er bis zu seinem Lebensende blieb.
Er starb 1994 durch Suizid, nach einem Sturz aus dem Fenster. Er hatte zuvor schon einige Jahre unter psychischen Problemen gelitten.